# Royal Republic
Royal Republic is een alternatieve-rockgroep ontstaan in de Zweedse stad Malmö eind 2007. De band bestaat uit gitarist-zanger Adam Grahn, gitarist Hannes Irengård, basgitarist Jonas Almén en drummer Per Andreasson.
Het eerste album, We Are The Royal is opgenomen in de Beach House Studios in Malmö, Zweden, met producer Anders Hallbäck. Het album was in 2009 klaar en werd gemixt bij ToyTown Studios in Stockholm, Zweden door Stefan Glaumann (Rammstein, Def Leppard).
Het debuutalbum kwam in februari 2010 uit, in Zweden en werd goed ontvangen bij critici, fans en rock radiostations.
De eerste 3 singles reikten allemaal tot nummer 1 op de Bandit Rock's "Most Wanted"-list, en "Tommy-Gun" was #1 op de MTV Rockchart.
Royal Republic is momenteel getekend bij Bonnier Amigo Music Groep, OnFire Records en RoadRunner Records.

## Discografie

### Singles
- "All Because of You" - (2009)
- "Tommy-Gun" - (2010)
- "Underwear" - (2010)
- "Full Steam Spacemachine" - (2011)
- "Fireman & Dancer" - (2019)
- "Anna-Leigh"- (2019)

### Albums
- We Are the Royal (2010)
- Save The Nation (2012)
- Royal Republic and the Nosebreakers (2014)
- Weekend Man (2016)
- Club Majesty (2019)
- LoveCop (2024)

### EP's
- Hits & Pieces (2023)

## Bandleden
- Adam Grahn – Zanger, gitarist
- Hannes Irengård – Gitarist
- Jonas Almén – Basgitarist
- Per Andreasson – Drummer